# Friedrichswiese
Friedrichswiese war eine Gemeinde im Kreis Schleswig in der preußischen Provinz Schleswig-Holstein.

## Geographie

### Lage
Die Gemeinde lag südwestlich von Schleswig und nordwestlich von Rendsburg.

### Fläche und Einwohnerzahl
Am 16. Juni 1925 hatte die Gemeinde 115 Einwohner. Am 1. Oktober 1930 verfügte sie über eine Fläche von 368 ha.

### Orte
Die Orte in der Gemeinde Friedrichswiese waren Klein Bennebek, Kropp und Tetenhusen.

## Geschichte
Am 1. April 1938 wurde die tripolare Gemeinde aufgeteilt. Ihre Nachfolgegemeinden sind Klein Bennebek, Kropp und Tetenhusen. Heute werden sie vom Amt Kropp-Stapelholm im Kreis Schleswig-Flensburg verwaltet.